# Rally Sierra Morena de 2019
El Rally Sierra Morena de 2019, oficialmente 37º. Rallye Sierra Morena, fue la treinta y siete edición y la primera ronda de la temporada 2019 del Campeonato de España de Rally. Se celebró entre el 21 y el 23 de marzo y contó con un itinerario de doce tramos que sumaban un total de 189,26 km cronometrados. El vencedor fue Pepe López, segunda victoria absoluta su palmarés, con Citroën, marca que no vencía en el nacional de asfalto desde el año 2006.
Pepe López, que ya había ganado el año anterior con el Citroën DS3 R5 su primera victoria absoluta en el campeonato de España, disputó en Sierra Morena su primera carrera con Citroën, en esta ocasión con el Citroën C3 R5. Sus principales adversarios en la lucha por la victoria eran Iván Ares, José Antonio Suárez y Surhayen Pernía, los tres a los mandos de sus respectivos Hyundai i20 R5. 
López comenzó liderando el rally tras ser el más rápido en el primer tramo, mientras que Ares y Suárez marcarían el mismo crono en el segundo. El de Citroën marcó el scratch en el tercero aunque Ares logró superar a Pepe y hacerse con el liderato del rally al término del primer día de carrera. En el quinto tramo Suárez se vio obligado a abandonar tras sufrir un problema en un sensor que dejó acelerado el motor de su Hyundai, por lo que la lucha por la victoria quedaría entre López y Ares, aunque el gallego no pudo hacer nada ante el buen ritmo de su rival y tan sólo pudo marcar un scratch y finalmente fue segundo aunque contento por el buen ritmo y el resultado obtenido. Pernía completó el podio aunque mucho más lejos de sus rivales, a casi cuatro minutos y medio del Pepe López. El de Citroën lograba así su segunda victoria en el nacional y se situaba líder del campeonato por primera vez en su carrera.

## Itinerario
| Día   | Tramo | Nombre                | Distancia | Hora  | Ganador                       | Tiempo  | Líder      |
| ----- | ----- | --------------------- | --------- | ----- | ----------------------------- | ------- | ---------- |
| Día 1 | TC1   | Cerrotrigo            | 14.69 km  | 16:40 | Pepe López                    | 9:47.1  | Pepe López |
| Día 1 | TC2   | Villaviciosa          | 22.96 km  | 17:30 | Iván Ares José Antonio Suárez | 14:16.7 | Pepe López |
| Día 1 | TC3   | Cerrotrigo            | 14.69 km  | 20:00 | Pepe López                    | 9:49.7  | Pepe López |
| Día 1 | TC4   | Villaviciosa          | 22.96 km  | 20:50 | Iván Ares                     | 14:23.0 | Iván Ares  |
| Día 2 | TC5   | Obejo (TC Plus)       | 11.41 km  | 08:35 | Pepe López                    | 6:41.1  | Pepe López |
| Día 2 | TC6   | Cerrobejuelas         | 13.70 km  | 09:15 | Pepe López                    | 8:30.8  | Pepe López |
| Día 2 | TC7   | Pozoblanco-Villaharta | 30.77 km  | 11:10 | Pepe López                    | 18:46.6 | Pepe López |
| Día 2 | TC8   | Córdoba               | 1.10 km   | 12:50 | Pepe López                    | 1:11.9  | Pepe López |
| Día 2 | TC9   | Obejo                 | 11.41 km  | 14:15 | Pepe López                    | 6:47.5  | Pepe López |
| Día 2 | TC10  | Cerrobejuelas         | 13.70 km  | 14:55 | Iván Ares                     | 8:33.9  | Pepe López |
| Día 2 | TC11  | Pozoblanco-Villaharta | 30.77 km  | 16:50 | Pepe López                    | 18:39.3 | Pepe López |
| Día 2 | TC12  | Córdoba               | 1.10 km   | 18:35 | Surhayen Pernía               | 1:12.2  | Pepe López |

## Clasificación final
| Pos.                      | Piloto                       | Copiloto                 | Automóvil                | Tiempo    | Diferencia |
| General                   | General                      | General                  | General                  | General   | General    |
| ------------------------- | ---------------------------- | ------------------------ | ------------------------ | --------- | ---------- |
| 1.                        | Pepe López                   | Borja Rozada             | Citroën C3 R5            | 1:58:56.2 | 0.0        |
| 2.                        | Iván Ares                    | José Antonio Pintor      | Hyundai i20 R5           | 1:59:13.0 | +16.8      |
| 3.                        | Surhayen Pernía              | Alba Sánchez González    | Hyundai i20 R5           | 2:03:20.0 | +4:23.8    |
| 4.                        | Roberto Blach, jr.           | José Murado              | Citroën DS3 R5           | 2:06:44.6 | +7:48.4    |
| 5.                        | Iago Caamaño                 | Julian Naya              | Ford Fiesta R5           | 2:07:50.7 | +8:54.5    |
| 6.                        | Daniel Marbán                | Víctor M. Ferrero        | Ford Fiesta R5           | 2:08:20.1 | +9:23.9    |
| 7.                        | Daniel Berdomás              | David Rivero             | Peugeot 208 R2           | 2:09:02.6 | +10:06.4   |
| 8.                        | Josep Bassas Mas             | Manel Muñoz              | Peugeot 208 R2           | 2:09:10.3 | +10:14.1   |
| 9.                        | Emma Falcón                  | Eduardo González Delgado | Citroën C3 R5            | 2:09:11.9 | +10:15.7   |
| 10.                       | Alberto Monarri              | Alberto Chamorro         | Abarth 124 Rally RGT     | 2:09:59.9 | +11:03.7   |
| Dacia Sandero             |                              |                          |                          |           |            |
| 1. (34.)                  | Germán Leal                  | Osel Román               | Dacia Sandero            | 2:31:55.8 | 0.0        |
| 2. (36.)                  | David Quijada                | Cuni                     | Dacia Sandero            | 2:36:02.6 | +4:06.8    |
| 3. (37.)                  | José Luis Fuentes            | Miguel Ángel Peralbo     | Dacia Sandero            | 2:36:47.5 | +4:51.7    |
| Iberian Rally Trophy      |                              |                          |                          |           |            |
| 1.                        | Pepe López                   | Borja Rozada             | Citroën C3 R5            | 1:58:56.2 | 0.0        |
| 2.                        | Iván Ares                    | José Antonio Pintor      | Hyundai i20 R5           | 1:59:13.0 | +16.8      |
| 3.                        | Surhayen Pernía              | Alba Sánchez González    | Hyundai i20 R5           | 2:03:20.0 | +4:23.8    |
| Campeonato de Andalucía   |                              |                          |                          |           |            |
| 1.                        | Salvador Tineo Arroyo        | Ana María Arroyo         | Mitsubishi Lancer Evo IX | 1:47:26.6 | 0.0        |
| 2.                        | José Antonio Caballero Muñoz | Víctor Bárbara           | Mitsubishi Lancer Evo X  | 1:48:28.1 | +1:01.5    |
| 3.                        | Rafael L. Galán de La Fuente | Rocío B. Espinosa Varon  | Citroën C2 R2            | 1:49:24.9 | +1:58.3    |
| Peugeot Rally Cup Ibérica |                              |                          |                          |           |            |
| 1. (7.)                   | Daniel Berdomás              | David Rivero             | Peugeot 208 R2           | 2:09:02.6 | 0.0        |
| 2. (8.)                   | Josep Bassas Mas             | Manel Muñoz              | Peugeot 208 R2           | 2:09:10.3 | +7.7       |
| 3. (11.)                  | Daniel Nunes                 | Fernando Almeida         | Peugeot 208 R2           | 2:10:59.9 | +1:57.3    |
| Beca Júnior R2 RFEdA      |                              |                          |                          |           |            |
| 1. (8.)                   | Josep Bassas Mas             | Manel Muñoz              | Peugeot 208 R2           | 2:09:10.3 | 0.0        |
| 2. (12.)                  | Sergi Francolí               | María Salvo              | Peugeot 208 R2           | 2:12:24.3 | +3:14.0    |
| 3. (13.)                  | José María Reyes González    | Diego Sanjuan De Eusebio | Peugeot 208 R2           | 2:12:25.6 | +3:15.3    |